# 국제 생물 다양성의 날
국제 생물 다양성의 날 ( 國際 生物 多樣性의 날 , International Day for Biological Diversity ) 은 생물 다양성이 사라지는 것과 그에 얽힌 여러 문제에 대한 사람들의 인식을 확산하기 위해 유엔이 제정한 기념일이다. 매년 5월 22일에 해당한다.

## 개요
이 기념일은 생물 다양성 협약이 체결된 날을 기념하는 것을 목적으로 정해진 것이다. 또한, 1993년에 열린 유엔 총회에서 정한 것이며 2000년까지 기념일은 조약이 체결 된 날짜인 12월 29일이였다. 유엔은 이날 오전 10시에 "나무를 심자"고 호소하고 있으며, 이에 호응하여 각국에서는 일제히 나무를 심는 '그린 웨이브'라는 나무 심기 행사가 개최되고 있다.